# Stolpen
Stolpen (górnołuż. Stołpin, pol. hist. Słupno) – miasto w Niemczech, w kraju związkowym Saksonia, w okręgu administracyjnym Drezno, w powiecie Sächsische Schweiz-Osterzgebirge. Leży pomiędzy Budziszynem a Dreznem. Do 31 lipca 2008 miasto leżało w powiecie Sächsische Schweiz.

## Historia

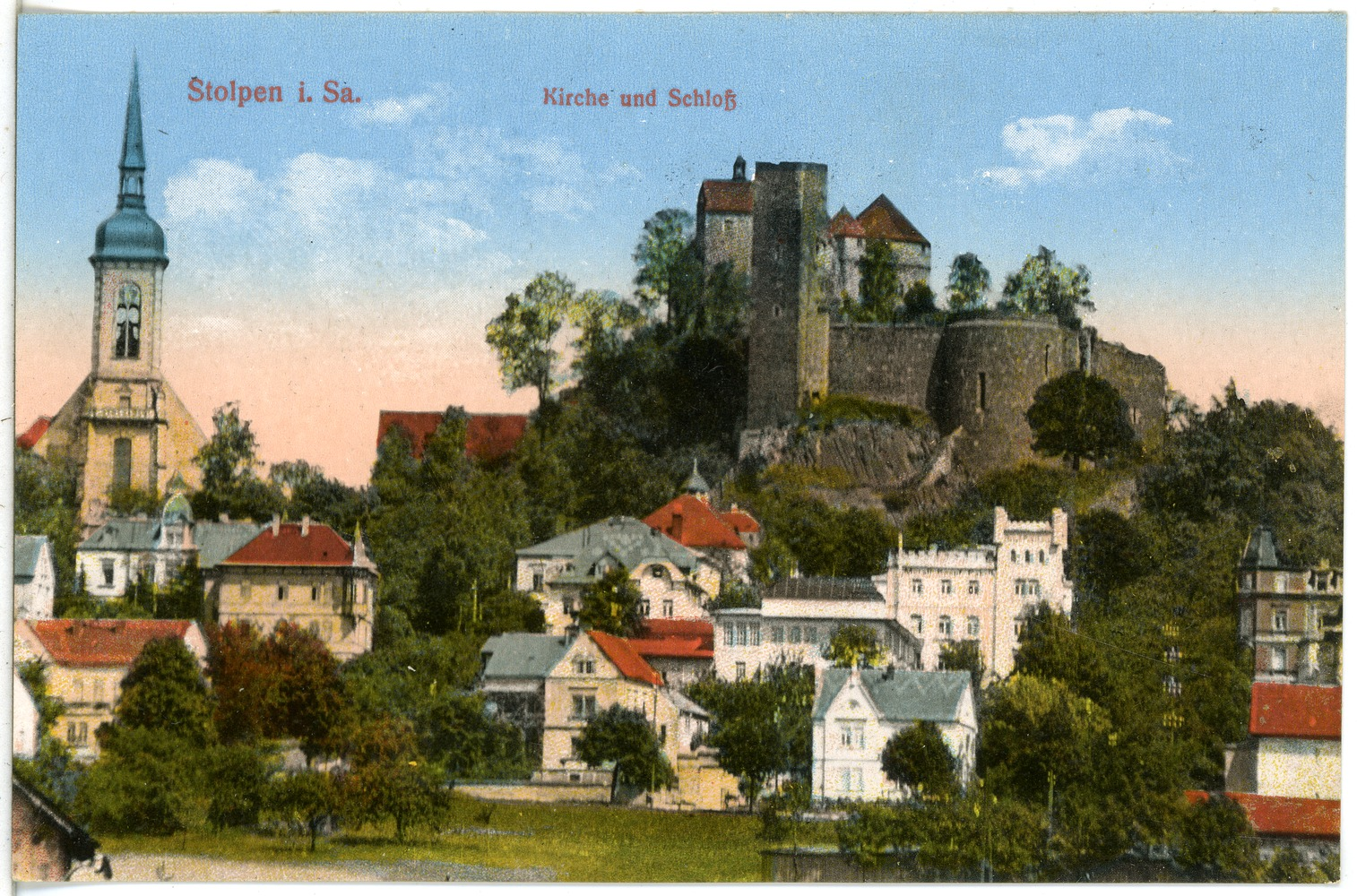
Miasto na widokówce z 1923 r.

Pierwsze informacje o mieście jako o twierdzy granicznej na skrzyżowaniu szlaków handlowych pojawiają się w XII wieku. W 1218 słowiański właściciel zamku, Moyko, odsprzedał go biskupowi miśnieńskiemu. Twierdza należała do biskupów miśnieńskich przez przeszło 340 lat. Ok. 1470 r. z inicjatywy biskupa Dytryka powstały mury miejskie. W 1559 miasto i twierdza przeszły we władanie Elektoratu Saksonii, po czym zamek został przebudowany w stylu renesansowym.
W latach 1697–1763 miasto leżało w granicach unijnego państwa polsko-saskiego. Po udziale w spisku, w 1716 r. decyzją króla Augusta II Mocnego na zamku osadzona została hrabina Cosel. Opis zamku zawarł w powieści Hrabina Cosel Józef Ignacy Kraszewski:

Była to ta twierdza na bazaltowych słupach zbudowana, w któréj niegdyś biskupi Meisseńscy swoich więźniów zamykali; to samo miejsce, które przed laty szczęśliwa Cosel zwiedzała z królem, gdzie z nim razem biesiadowali w zwierzyńcu; ten zamek na którego drodze spotkała starą Mlawę i wróżby piérwsze przyszłego losu...

W 1795 miasto ucierpiało z powodu pożaru. W 1871 zostało częścią Niemiec. W 1994 znacząco poszerzono granice miasta poprzez przyłączenie szeregu okolicznych wsi.

## Zabytki
- Zamek Stolpen – dominantą przestrzenną zabytkowego miasta jest, pozostający w częściowej ruinie, wybudowany na bazaltowej skale monumentalny zamek (pierwsza wzmianka z 1089)[potrzebny przypis]. W wieży zamku, zwanej wieżą hrabiny Cosel, przez 49 lat mieszkała hrabina Cosel.
- Kościół miejski wybudowany w 1490 roku[4] na wcześniejszych fundamentach romańskich[4] w stylu pierwotnie gotyckim[2], odbudowany w stylu barokowym po pożarze z 1723 roku[5]
- Rynek:
  - Pocztowy słup dystansowy z 1728 r. ozdobiony herbami Polski i Saksonii, monogramem króla Augusta II Mocnego oraz polską koroną królewską
  - Ratusz wzniesiony w 1549 roku[2]
  - Apteka pod Lwem z 1710 roku[2]
  - Kurfürstliches Amthaus (Dom elektorski) wybudowany w 1673 roku[2]
  - Kamienice z XIX w.

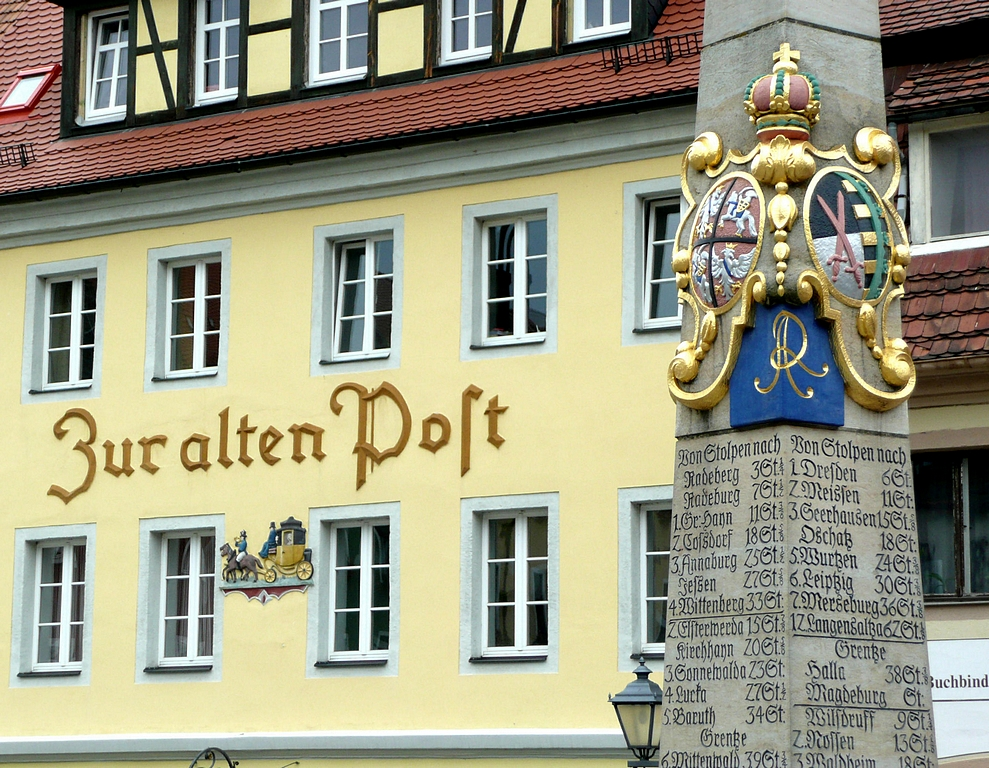
Detale na słupie dystansowym z 1728 r.
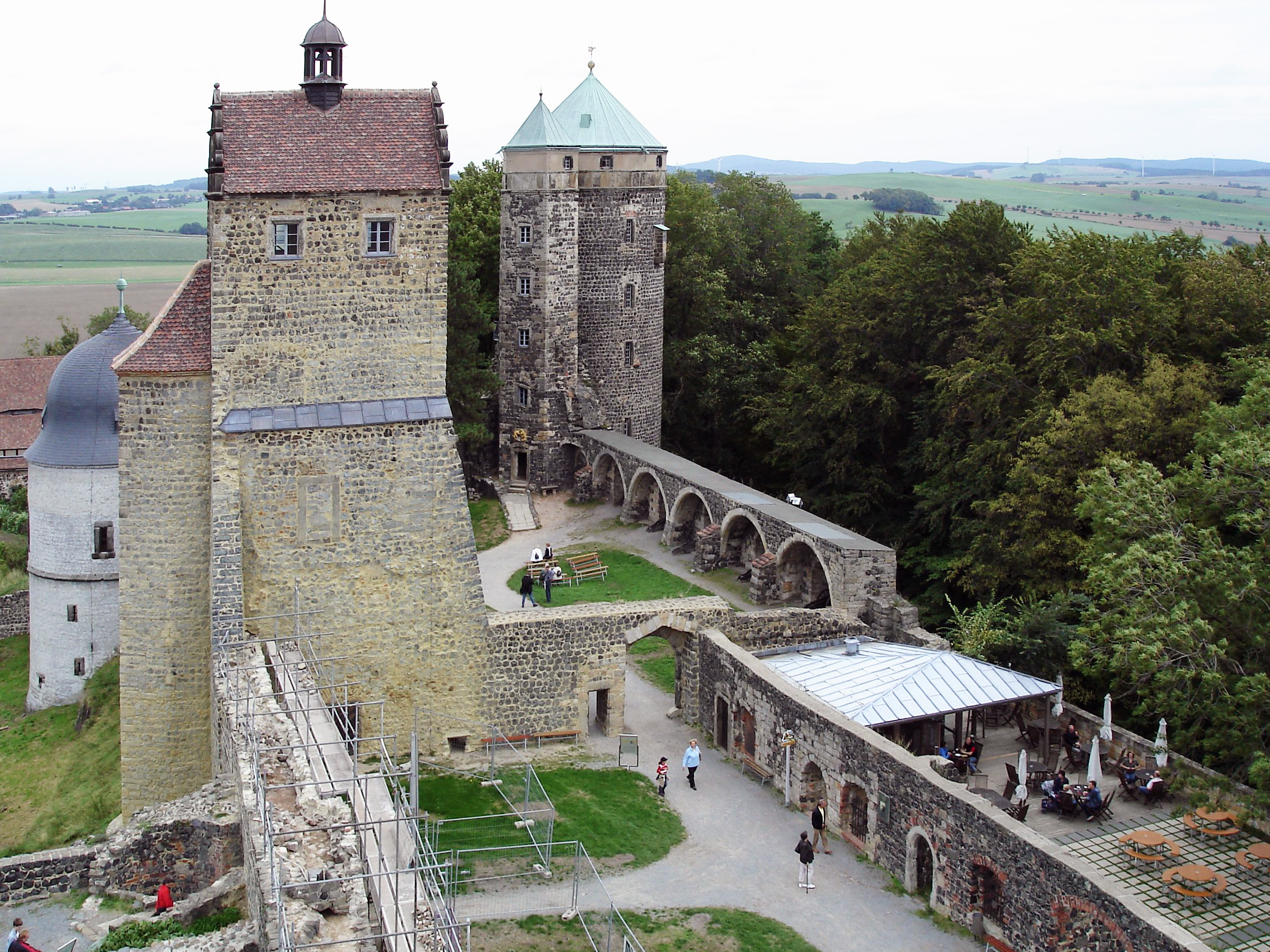
Zamek Stolpen
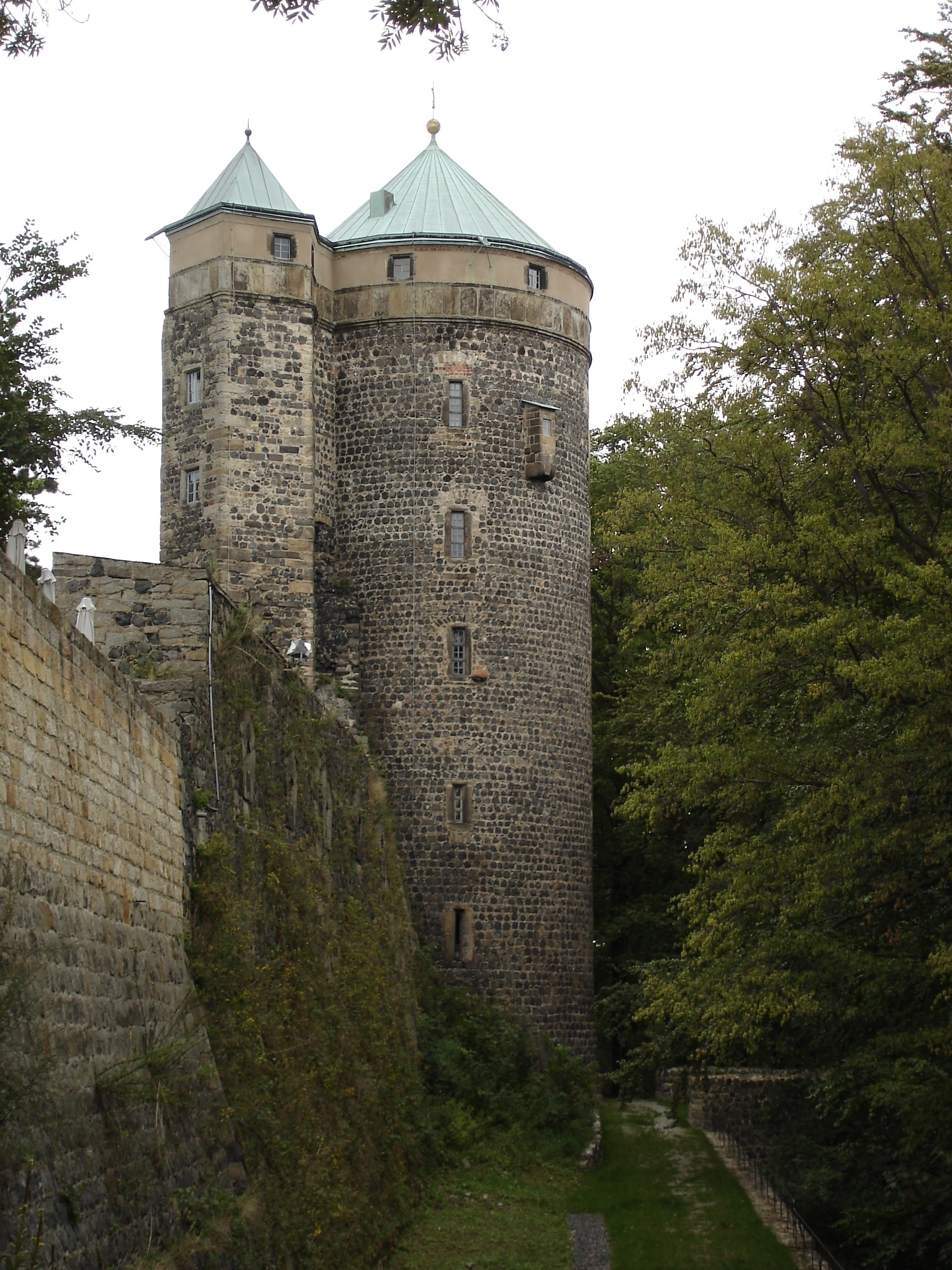
Wieża hrabiny Cosel
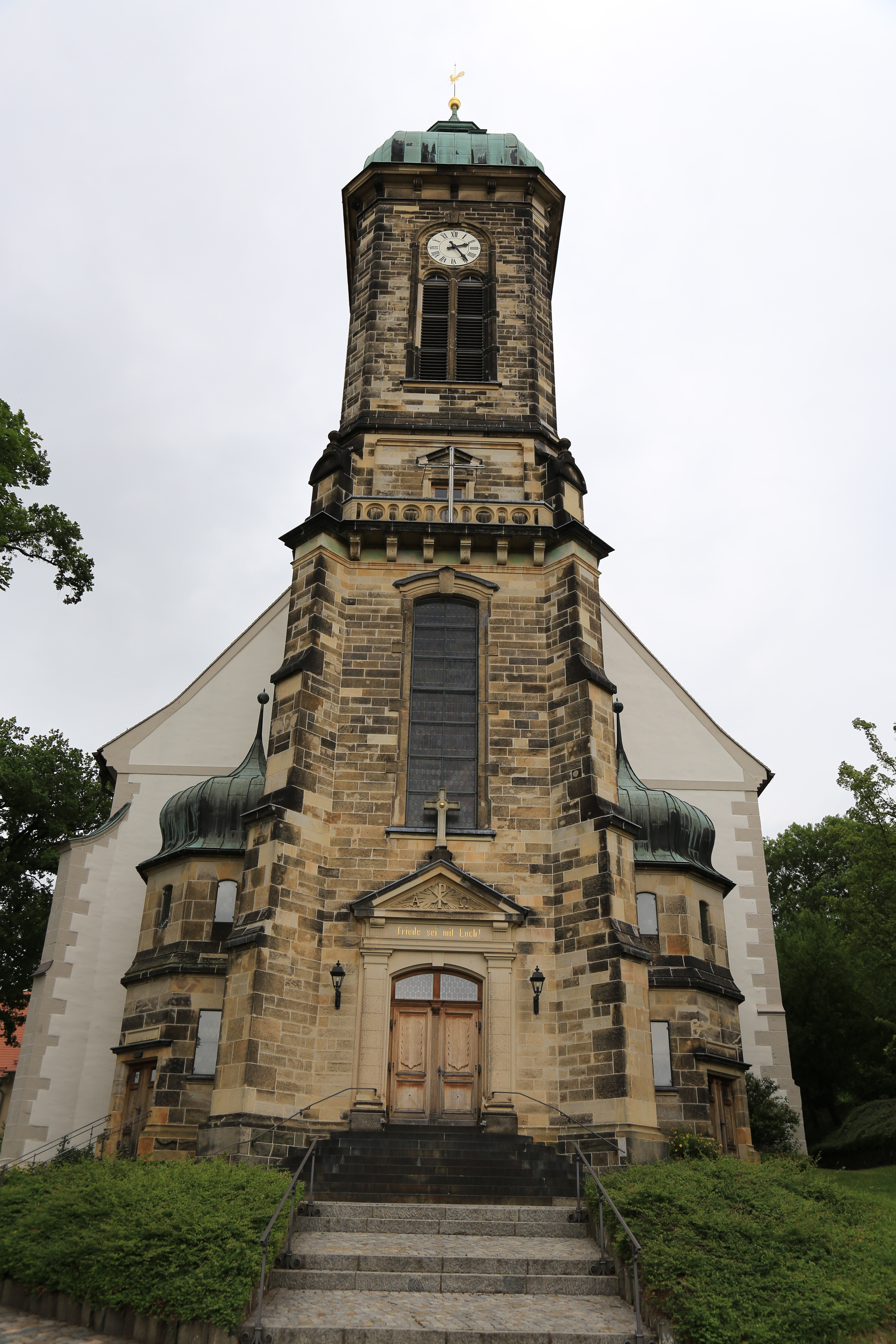
Kościół miejski

## Osoby urodzone w Stolpen
- Picander – właściwie Christian Friedrich Henrici ur. 14 stycznia 1700 w Stolpen[5] – niemiecki poeta i librecista wielu kantat Johanna Sebastiana Bacha napisanych w Lipsku.

## Współpraca
Miejscowości partnerskie:
- Amöneburg, Hesja
- Garching an der Alz, Bawaria
- Hilzingen, Badenia-Wirtembergia
- Jockgrim, Nadrenia-Palatynat
- Sipplingen, Badenia-Wirtembergia
- Sloup v Čechách, Czechy